# Ellignies-lez-Frasnes
Ellignies-lez-Frasnes is een plaats in de Belgische gemeente Frasnes-lez-Anvaing.
Ellignies-lez-Frasnes ligt in de provincie Henegouwen. De voormalige gemeente ging in 1932 op in Anvaing.

## Bezienswaardigheden
- De Sint-Kwintenskerk (Église Saint-Quentin) is een eenvoudig baksteen classicistisch kerkgebouw uit het laatste kwart van de 18e eeuw.

## Natuur en landschap
Ellignies ligt op een hoogte van 34 meter. Direct in het noordoosten begint het Pays des Collines met een hoogte die 134 meter bereikt (La Croisette).

## Demografische ontwikkeling
- Bronnen:NIS, Opm:1831 tot en met 1970=volkstellingen

## Nabijgelegen kernen
Frasnes-lez-Buissenal, Anvaing, Saint-Sauveur
Deelgemeenten: Anvaing · Arc-Ainières · Buissenal · Cordes · Dergneau · Forest · Frasnes-lez-Buissenal · Hacquegnies · Herquegies · Montrœul-au-Bois · Moustier · Œudeghien · Saint-Sauveur · Wattripont

Overige plaatsen: Arc · Ainières · Ellignies-lez-Frasnes

Belgische gemeenten · Arrondissement Aat · Henegouwen · Wallonië